# 1948 год в литературе

## Премии

### Международные
- Нобелевская премия по литературе — Томас Стернз Элиот, «За выдающийся новаторский вклад в современную поэзию».

### СССР
- Сталинская премия:
  - Художественная проза:
    - Первая степень: Михаил Бубеннов (1-я книга романа «Белая берёза»), Пётр Павленко (роман «Счастье»), Илья Эренбург (роман «Буря»).
    - Вторая степень: Олесь Гончар (роман «Знаменосцы»), Эммануил Казакевич (повесть «Звезда»), Берды Кербабаев (роман «Решающий шаг»), Валентин Костылев (трилогия «Иван Грозный»), Вера Панова (роман «Кружилиха»), Фёдор Панфёров (роман «Борьба за мир»).
    - Третья степень: Виктор Авдеев (повесть «Гурты на дорогах»), Борис Галин (очерки «В Донбассе», «В одном городе»), Тембот Керашев (роман «Дорога к счастью»), Вера Кетлинская (роман «В осаде»), Иван Козлов (книга «В крымском подполье»), Иосиф Ликстанов (повесть «Малышок»), Николай Михайлов (книга «Над картой Родины»).

  - Поэзия:
    - Первая степень: Николай Грибачев (поэма «Колхоз „Большевик“»), Алексей Недогонов (поэма «Флаг над сельсоветом»), Владимир Сосюра (сборник «Чтобы сады шумели…»).
    - Вторая степень: Ян Судрабкалн (сборник стихов «В братской семье»), Максим Танк (сборник стихов «Кабы ведали»), Мирзо Турсун-Заде (стихотворения «Индийская баллада», «Ганг», «Шли с туманного запада люди…», «Тара-чандри», «Висячий сад в Бомбее», «В человеческой памяти»).

  - Драматургия:
    - Первая степень: Борис Ромашов (пьеса «Великая сила»), Аугуст Якобсон (пьеса «Борьба без линии фронта»).
    - Вторая степень: Николай Вирта (пьеса «Хлеб наш насущный»), Анатолий Софронов (пьеса «В одном городе»).

### США
- Пулитцеровская премия:
  - в категории художественное произведение, написанное американским писателем,— Джеймс Миченер, «Сказания юга Тихого океана»
  - в категории драматического произведения для театра — Теннесси Уильямс, «Трамвай „Желание“»
  - в категории поэзия— Уистен Хью Оден, поэма «Век тревоги»

### Франция
- Гонкуровская премия — Морис Дрюон, «Знаменитые семейства».
- Премия Ренодо — Пьер Фиссон, Voyage aux horizons.
- Премия Фемина — Эммануэль Робле, Les Hauteurs de la ville.

## Книги
- «Белая Богиня. Историческая грамматика поэтической мифологии» — сочинение Роберта Грейвса (1895—1986), первая публикация.
- «Мы — советские люди» — книга Бориса Полевого.
- «Небо спустилось на землю» — произведение Мартти Ларни.
- «Портрет неизвестного» — произведение Натали Саррот.
- «Русский дневник» — путевые заметки Джона Стейнбека о СССР.
- «Смерть в отъезде» — произведение Тома Нарсежака.
- «Тишина» — книга Бориса Зайцева из тетралогии «Путешествие Глеба».
- «Ты, моё столетие» — книга Ивана Елагина.
- «Лидер фун ди гетос ун лагерн» («Песни гетто и лагерей») — книга Шмерке Качергинского, первое издание.

### Романы
- «1984» — роман Джорджа Оруэлла.
- «Алитет уходит в горы» — роман Тихона Сёмушкина.
- «Берег удачи» — роман Агаты Кристи.
- «Большая семья» — роман Авраама Гонтаря.
- «Далёкий фронт» — роман Вадима Собко.
- «Далеко от Москвы» — роман Василия Ажаева.
- «Даурия» — роман Константина Седых
- «Космический кадет» — научно-фантастический роман Роберта Хайнлайна.
- «Другие голоса, другие комнаты» — роман Трумана Капоте.
- «Змея в кулаке» — роман Эрве Базена.
- «Ирландцы» — роман ирландского писателя Шона О’Фаолейна.
- «Честь смолоду» — роман Аркадия Первенцева.
- ««Исповедь "неполноценного" человека»» - роман Дадзая Осаму

### Повести
- «Обезьяна и сущность» — повесть Олдоса Хаксли.

### Малая проза
- «Лотерея» — рассказ Ширли Джексон.
- «Москва в первый год войны» — физиологические очерки Сигизмунда Кржижановского.
- «Хорошо ловится рыбка-бананка» — рассказ Джерома Дэвида Сэлинджера.
- «Человек, который изобрёл грех» — сборник рассказов ирландского писателя Шона О’Фаолейна.

### Поэзия
- «Костёр» — сборник стихов Сергея Наровчатова.

## Родились
- 21 января — Натан Щаранский, общественный и политический деятель в Израиле, писатель.
- 16 марта — Маргарет Уэйс, американская писательница-фантаст.
- 17 марта — Уильям Гибсон, писатель-фантаст.
- 2 апреля — Джоан Виндж, американская писательница-фантаст.
- 4 апреля — Дэн Симмонс, американский писатель-фантаст, лауреат всех значимых премий в своём жанре.
- 28 апреля — Терри Пратчетт, английский писатель.
- 1 мая — Терри Гудкайнд, современный американский писатель.
- 21 июня — А́нджей Сапко́вский, польский писатель-фантаст и публицист.
- 5 июля — Лилиана Абуд, мексиканская писательница, автор телевизионных версий сериалов (Разлучённые, Обними меня крепче, Истинная любовь, Мачеха, Огонь в крови и т.п) и актриса.
- 1 августа — Дэвид А. Геммел (David Gemmell), английский писатель-фантаст.
- 20 сентября — Джордж Мартин, американский писатель-фантаст, сценарист и продюсер.
- 17 октября — Роберт Джордан, американский писатель-фантаст.
- 24 ноября — Спайдер Робинсон, американский писатель-фантаст.
- Мансур Кушан, иранский поэт, писатель и драматург.

## Умерли
- 10 декабря — На Хе Сок, корейская поэтесса, писательница (род. в 1896).
- 13 декабря — Захария Барсан, румынский писатель, поэт, драматург (род. 1878).
- Мааруф Ахмед Арнаут, сирийский арабский писатель, драматург, поэт, литературовед, переводчик  (род. в 1892).
- Байрам Шахир, туркменский советский народный поэт (род. в 1871).